# Хупения, Ясон Макваевич
Ясон Макваевич Хупения (1888 год, село Ганарджиис-Мухури, Зугдидский уезд, Кутаисская губерния, Российская империя — дата смерти неизвестна, село Ганарджиис-Мухури, Зугдидский район, Грузинская ССР) — звеньевой колхоза имени газеты «Комунисти» Зугдидского района, Грузинская ССР. Герой Социалистического Труда (1949).

## Биография
Родился в 1888 году в крестьянской семье в селе Ганарджиис-Мухури Зугдидского уезда. Окончил местную начальную школу. Трудился в личном сельском хозяйстве. Во время коллективизации вступил в товарищество по обработке земли (позднее — колхоз имени газеты «Комунисти» Зугдидского района. В послевоенное время — звеньевой этого же колхоза.
В 1948 году звено под его руководством собрало в среднем с каждого гектара по 22,6 центнеров листьев табака сорта «Самсун» на участке площадью 3 гектара. Указом Президиума Верховного Совета СССР от 5 августа 1949 года удостоен звания Героя Социалистического Труда за «получение высоких урожаев кукурузы и табака в 1948 году» с вручением ордена Ленина и золотой медали «Серп и Молот».
Проживал в родном селе Ганарджиис-Мухури Зугдидского района. Дата смерти не установлена.